# African Race – Die verrückte Jagd nach dem Marakunda
African Race – Die verrückte Jagd nach dem Marakunda ist eine deutsche Komödie aus dem Jahr 2008. Er ist der vierte Teil der Crazy Race-Reihe. Der Fernsehfilm wurde am 1. Januar 2008 auf RTL ausgestrahlt.

## Handlung
Der Kölner Dom droht einzustürzen. Es ist dermaßen ernst, dass die Stadt Köln bei der UNESCO schon die Umbenennung beantragt – in „Steinhaufen neben dem Bahnhof“. Durch Zufall entdeckt der Archivar Sebastian Hellmann einen alten Text, der die Rettung des Domes verkündet. Der kokosnussgroße Diamant Marakunda, welcher in einer tragenden Säule die Festigkeit verliehen hatte, wurde bei einem Feuer gestohlen und ist nun in Afrika. Kurzerhand wird Sebastian nach Südafrika geschickt, um den Marakunda zurückzubringen. Was er jedoch nicht ahnt: Viele andere Gestalten haben es auch auf den Diamanten abgesehen und sind ihm auf den Fersen.
Sebastian bekommt Unterstützung von der Abenteurerin Alex Jansen, die zu den wenigen Menschen gehört, die einen durch alle Gefahren begleiten. Unter den Verfolgern Hellmanns befinden sich Igbur Mahrabi, der Sohn des indischen Diamantenmoguls, und die selten nüchterne Pilotin Vicky. Das trottelige Duo Dragan und Alder hat sich durch Zufall einen unerwünschten Beifahrer aufgehalst. Die Auftragsdiebin Mara muss sich der Liebe eines Löwen gegenüberstellen, und der Kölner Sozialarbeiter Boris Penske läuft Gefahr, die Hauptspeise eines Kannibalenvolkes zu werden.
Schließlich gelangen Sebastian und Alex zu der Yoga-Höhle, wo sie sich einem Quizmaster stellen müssen. Sie müssen alle Fragen bis zur „Diamantenfrage“ beantworten, um an den Diamanten zu gelangen und nicht, wie viele andere vor ihnen, als Gerippe und Totenkopfdekoration in der Höhle zu enden.

## Kritik
TV Spielfilm bezeichnet African Race – Die verrückte Jagd nach dem Marakunda als „völlig sinnfrei und infantil“. Die „derbe TV-Abenteuerkomödie“ sei „nichts für Freunde subtiler Hochkomik“, sie „schreddert alle klassischen Afrika-Abenteuer und mehr“. – Fazit: „Sinnfrei, infantil, gaga – und sehr, sehr lustig“.
Quotenmeter.de-Kritiker Julian Miller bezeichnet den Film als geglückten Start ins Fernsehjahr 2008.

## Wissenswertes
- Der Film wurde im Jahr 2007 überwiegend in Südafrika produziert.
- Parodiert werden hier u. a. die alten Indiana-Jones-Filme und Bollywood-Produktionen, Alfred Hitchcock, Karl May, Fernsehquiz, edle Umweltschützer, Politische Korrektheit u.v.m
- Es sind auch einige Poster von bekannten Bollywood-Schauspielerinnen wie Priyanka Chopra und Kareena Kapoor zu sehen.
- Der Film hatte bei der Erstausstrahlung einen Marktanteil von 18,4 % bei den 14- bis 49-Jährigen und 11,4 % bei allen Zuschauern und war damit erfolgreicher als der dritte Teil der Reihe.[4]
- Katy Karrenbauer, Dirk Bach, Ottfried Fischer und Mundstuhl sind die einzigen Darsteller, die in bislang jedem Teil der Crazy Race-Reihe aufgetreten sind, wenngleich in jeweils anderen Rollen.
- Mundstuhl wirkten zwar in mehreren Spielfilmen und Serien mit. Dies ist jedoch der einzige, in dem sie dabei ihre populären Rollen Dragan & Alder spielten.